# Arquidiocese de Puerto Montt
A Arquidiocese de Puerto Montt (Archidiœcesis Portus Montt) é uma circunscrição eclesiástica da Igreja Católica situada em Puerto Montt, Chile. Seu atual arcebispo é Luis Fernando Ramos Pérez. Sua Sé é a Catedral de la Virgen del Carmen.
Possui 30 paróquias servidas por 46 padres, contando com 413.355 habitantes, com 71,6% da população jurisdicionada batizada (296.040 batizados).

## História
A Diocese de Puerto Montt foi erigida em 1 de abril de 1939 pela bula Summi Pontificatus do Papa Pio XII, recebendo o território da Diocese de San Carlos de Ancud. Era originalmente sufragânea da arquidiocese de Concepción.
Em 15 de novembro de 1955 cedeu uma parte do seu território para a ereção da Diocese de Osorno.
Em 10 de maio de 1963 foi elevada ao posto de arquidiocese metropolitana pela bula Apostolicæ Sedis do Papa João XXIII.

## Prelados
|                          | Nome                                             | Período    | Notas                                       |
| Arcebispos               | Arcebispos                                       | Arcebispos | Arcebispos                                  |
| ------------------------ | ------------------------------------------------ | ---------- | ------------------------------------------- |
| 5º                       | Luis Fernando Ramos Pérez                        | 2019-atual |                                             |
| 4º                       | Cristián Caro Cordero                            | 2001-2018  |                                             |
| 3º                       | Savino Bernardo Maria Cazzaro Bertollo, O.S.M. † | 1988-2001  |                                             |
| 2º                       | Eladio Vicuña Aránguiz †                         | 1974-1987  |                                             |
| 1º                       | Alberto Rencoret Donoso †                        | 1963-1970  |                                             |
| Bispos-auxiliares        |                                                  |            |                                             |
|                          | Jorge Maria Hourton Poisson                      | 1969-1974  | Nomeado Bispo-auxiliar de Santiago do Chile |
| Bispos                   |                                                  |            |                                             |
| 2º                       | Alberto Rencoret Donoso †                        | 1958-1963  |                                             |
| 1º                       | Ramón Munita Eyzaguirre †                        | 1939-1957  | Nomeado Bispo de San Felipe                 |
| Administrador Apostólico |                                                  |            |                                             |
|                          | Ricardo Basilio Morales Galindo, O. de M.        | 2018-2019  |                                             |